# Aleksandar Jović (Fußballspieler)
Aleksandar Jović (* 13. April 1972 in Belgrad) ist ein serbischer ehemaliger Fußballspieler und -trainer.

## Karriere
Der in Belgrad geborene Offensivspieler Jović gelangte über die Jugend- und Senioren-Mannschaften Crvena Zvezda Belgrads 1992 zum FK Železnik, für den er 15 Tore in 30 Partien erzielen konnte, und von dort ab 1995 zum FK Čukarički. Bei Čukarički konnte sich Jović mit zunächst einem Tor in elf Einsätzen jedoch nicht durchsetzen und wurde an den griechischen Verein PAOK Thessaloniki verliehen, für den er zwölf Spiele absolvierte und zwei Tore erzielte. Nach seiner Rückkehr zum FK Čukarički erzielte er für diesen 20 Tore in 58 Einsätzen. Jović empfahl sich damit auch für die jugoslawische Nationalmannschaft, in der er am 24. Februar 1998 gegen Argentinien seinen einzigen Einsatz bestritt, als er in der 83. Minute eingewechselt wurde.
Der deutsche Bundesligist F.C. Hansa Rostock verpflichtete Jović daraufhin zu Beginn der Saison 1998/99. Nachdem Jović in Rostock aber nur zu einem Einsatz im DFB-Pokal am 29. August 1998 gegen den 1. FC Köln gekommen war, Jović wurde in der 78. Minute für Oliver Neuville eingewechselt, verlieh Hansa ihn zur Rückrunde an den israelischen Verein Hapoel Haifa und gab Jović zur Folgesaison 1999/2000 an die in der 2. Bundesliga spielenden Kickers Offenbach ab.
Nach lediglich vier Einsätzen für Offenbach in der Hinrunde dieser Saison wechselte Jović zur Rückrunde zum Regionalligisten FC Carl Zeiss Jena, für den er insgesamt 20 Tore in 45 Spielen erzielte. Mit dem Abstieg Jenas in die Oberliga wechselte Jović 2001 dann zum ungarischen Verein Ferencváros Budapest, mit dem er ungarischer Meister 2004 sowie Pokalsieger 2003 und 2004 wurde, bevor er seine Karriere ab 2004 beim schwedischen IFK Tidaholm ausklingen ließ.